# Un uomo, una donna
Un uomo, una donna (Un homme et une femme) è un film del 1966 diretto da Claude Lelouch, vincitore del Grand Prix per il miglior film al 19º Festival di Cannes, ex aequo con Signore & signori, e dell'Oscar come miglior film straniero.
Nel 1985 Lelouch ne ha realizzato un sequel, Un uomo, una donna oggi, con la stessa coppia di attori. Un terzo film, sempre coi due attori protagonisti, esce in Francia nel maggio 2019 col titolo I migliori anni della nostra vita.

## Trama
Anne, giovane segretaria di edizione, ha di recente perso in un incidente su un set cinematografico suo marito, che lavorava come stuntman. Nell'accompagnare sua figlia al collegio da lei frequentato a Deauville incontra Jean-Louis, pilota automobilistico, anch'egli rimasto vedovo a seguito del suicidio di sua moglie e anch'egli con un bambino al collegio. Quando Anne perde l'ultimo treno per tornare a casa, Jean-Louis si offre di accompagnarla e l'attrazione scatta immediatamente.
La relazione matura nel corso dei successivi incontri a Deauville, malgrado i sensi di colpa di Anne, che rimpiange ancora il compagno scomparso. Dopo aver dichiarato il suo amore, Anne non riesce a terminare con Jean-Louis il suo rapporto intimo, perché nella sua mente e nel suo cuore suo marito è ancora vivo. Entrambi tornano a Parigi, lei in treno e lui in auto, ripensando alla giornata trascorsa insieme, in compagnia dei figli, per festeggiare la vittoria del rally di Montecarlo di Jean-Louis. Ma l'uomo non si dà per vinto e corre in stazione, per aspettare Anne che scenderà dal treno, inconsapevole. Sul marciapiede del binario, Anne si stupisce nel vederlo e lo abbraccia, commossa.

## Commento
Il film, realizzato con un budget ridottissimo in sole tre settimane di lavorazione, fu presentato in concorso al Festival di Cannes 1966, dove ottenne il Grand Prix come miglior film. L'anno successivo vinse l'Oscar come miglior film straniero.
La cinematografia di Lelouch, per quei tempi geniale e fortemente innovativa per l'utilizzo ad esempio della presa diretta e della camera a mano, per il calibratissimo e coinvolgente utilizzo dei flashback, o anche per la particolare attenzione a una fotografia di grande effetto, non troppo usuale all'epoca, risultò in seguito molto funzionale al linguaggio degli spot pubblicitari, che attinsero a piene mani da questo film. Pertanto le sequenze di Un uomo, una donna, viste con gli occhi di uno spettatore di oggi, non possono non destare una inevitabile sensazione di déjà vu. Il principale ruolo femminile fu offerto ad Anouk Aimée dopo essere stato rifiutato da Jeanne Moreau e da Elsa Martinelli.
Il Dizionario Mereghetti, pur riconoscendo che il film sia «diretto con grande abilità», lo definisce «una versione televisiva e pubblicitaria del melodramma classico», la cui storia «zuccherosa e finta» è un «concentrato di tutti i luoghi comuni possibili sull'amore e la solitudine». Il Dizionario Morandini lo definisce esplicitamente un fotoromanzo («il più bel fotoromanzo della storia del cinema (francese)?»), dalla «poetica di carosello pubblicitario», e cita la definizione del film di un critico francese: «un'autentica impresa di seduzione, un tranquillante su pellicola».

## Colonna sonora
La colonna sonora del film è diventata particolarmente celebre, soprattutto per il motivo conduttore Un homme et une femme, tanto da raggiungere i vertici delle classifiche di vendita. Francis Lai ha composto le musiche delle canzoni, i cui testi sono stati invece scritti da Pierre Barouh, che le ha anche cantate insieme a Nicole Croisille e Jean-Claude Briodin, oltre a interpretare nel film il ruolo di Pierre, defunto marito di Anne. La canzone fu tradotta in italiano da Herbert Pagani nel 1966 con il titolo Un uomo e una donna.
In una suggestiva sequenza flashback Barouh canta Samba da benção di Baden Powell de Aquino e Vinícius de Moraes, su suoi testi in lingua francese, in cui nomina e omaggia esplicitamente gli autori.

## Riconoscimenti
- 1967 - Premio Oscar
  - Miglior film straniero (Francia)
  - Migliore sceneggiatura originale a Claude Lelouch e Pierre Uytterhoeven
  - Nomination Migliore regia a Claude Lelouch
  - Nomination Miglior attrice protagonista ad Anouk Aimée
- 1967 - Golden Globe
  - Miglior film straniero (Francia)
  - Miglior attrice in un film drammatico ad Anouk Aimée
  - Nomination Migliore regia a Claude Lelouch
  - Nomination Miglior colonna sonora a Francis Lai
  - Nomination Miglior canzone (A Man and a Woman) a Francis Lai e Pierre Barouh
- 1968 - Premio BAFTA
  - Migliore attrice straniera ad Anouk Aimée
  - Nomination Miglior film straniero (Francia)
- 1966 - Festival di Cannes
  - Palma d'oro a Claude Lelouch
- 1967 - Nastro d'argento
  - Regista del miglior film straniero a Claude Lelouch